# Sevastopuloa celaenocera
Sevastopuloa celaenocera är en fjärilsart som beskrevs av Collenette 1960. Sevastopuloa celaenocera ingår i släktet Sevastopuloa och familjen tofsspinnare. Inga underarter finns listade i Catalogue of Life.